# Order Zasługi Sił Zbrojnych
Order Zasługi Sił Zbrojnych (por. Ordem do Mérito das Forças Armadas, skr. OMFA) – brazylijskie wojskowe odznaczenie państwowe, ustanowione 18 czerwca 1985 przez prezydenta José Sarneya, a 10 czerwca 2002 zastąpione przez Order Zasługi Obronnej (OMD), z przeniesieniem dotychczasowych odznaczonych w szeregi odznaczonych nowo powstałym orderem.
Order ten był nadawany za wyjątkowe zasługi dla brazylijskiej Armii Lądowej, Marynarki Wojennej lub Sił Powietrznych.
Podzielony był na pięć klas, według tradycyjnego schematu Legii Honorowej:
- I klasa – Krzyż Wielki (Grã-Cruz);
- II klasa – Wielki Oficer (Grande Oficial);
- III klasa – Komandor (Comendador);
- IV klasa – Oficer (Oficial);
- V klasa – Kawaler (Cavaleiro).